# Michel Vianey
Michel Vianey (* 9. Februar 1930 in Paris; † 29. Dezember 2008 in Blennes) war ein französischer Schriftsteller, Drehbuchautor und Filmregisseur.

## Leben
Michel Vianey begann seine berufliche Tätigkeit als Journalist beim L’Express und beim Nouvel Observateur. Später wandte er sich der Schriftstellerei zu und veröffentlichte mehrere Romane. Ab Mitte der 1970er Jahre arbeitete er auch als Regisseur beim Kinofilm, wobei er sich auf Kriminalfilme, alle nach eigenen Drehbüchern, spezialisierte.

## Filmografie (Auswahl)
Drehbuch
- 1974: Lily, hab mich lieb (Lily, aime-moi)

Regie und Drehbuch
- 1977: Kommissar hoch zwei (Plus ça va, mois ça va)
- 1980: Ein Mörder geht vorbei (Un assassin qui passe)
- 1982: Zwei Profis steigen aus (Un dimanche de Flics)
- 1985: Special Police